# Tíu
Tíu è il secondo EP del gruppo musicale islandese indie folk Of Monsters and Men, pubblicato in tutto il mondo il 10 giugno 2022. L'EP contiene brani distribuiti come singoli tra il 2020 e il 2022 e una traccia inedita.

## Tracce
1. Visitor – 3:26 (Nanna Bryndís Hilmarsdóttir, Ragnar Þórhallsson)
2. This Happiness – 5:07 (Ragnar Þórhallsson, Arnar Rósenkranz Hilmarsson)
3. Lonely Weather – 3:52 (Arnar Rósenkranz Hilmarsson, Nanna Bryndís Hilmarsdóttir)
4. Destroyer – 4:24 (Nanna Bryndís Hilmarsdóttir, Ragnar Þórhallsson)
5. This Happiness - The Saddest Version – 3:51

## Classifiche
| Classifica (2020) per il singolo Visitor | Posizione |
| ---------------------------------------- | --------- |
| US Billboard Triple A                    | 1         |